# サボテンフクロウ
サボテンフクロウ（学名：Micrathene whitneyi）はフクロウ科サボテンフクロウ属の鳥類の1種。本種のみでサボテンフクロウ属を構成する（単型）。

## 分布
アメリカ合衆国南西部、メキシコに生息。
アメリカに住む個体は渡りを行い、メキシコに住む個体は渡りを行わない留鳥である。

## 亜種
現在4亜種が確認されている。
- Micrathene whitneyi whitneyi

基亜種。アメリカ南西部からメキシコ北部にかけて生息。
- Micrathene whitneyi idonea

テキサス州南部からメキシコ中部にかけて生息。
- Micrathene whitneyi sanfordi

メキシコ西部とバハカリフォルニア州南部に生息。
- Micrathene whitneyi graysoni

ソコロ島に生息。絶滅した可能性がある。

## 形態
全長約13.5-14.5cm。世界最小のフクロウである。
顔盤は茶色で眼状紋および羽角はない。上面は灰茶色で首後方に白い襟状紋があり、下面は白っぽい。全身に波線模様が入る。
カオカザリヒメフクロウに似るが、独特の模様で識別できる。

## 生態
ハシラサボテン類が並ぶ半砂漠を好むが、低木林や沼沢地にも生息することがある。完全な夜行性で、日中は基本的に隠れて過ごす。
食性は昆虫食だが、ごくまれに小型のヘビやげっ歯類を捕まえることがある。空中または地上で足を使って獲物を捕まえる。おもにスズメガ、バッタ、甲虫、コオロギ、サソリなどを食べる。
おもにキツツキが掘った穴に営巣する。その際には元々の主であるキツツキと争うことになり、他の種が放棄した巣穴を使う場合にも他のフクロウやタイランチョウ、サボテンミソサザイなどと戦うことになる。砂漠地帯に生息する個体はサバクシマセゲラやハシボソキツツキがサボテンに穴を開けて作った巣を好んで利用する。これはサボテンの棘が他の捕食者から自分を守ってくれるからで、このような場所を利用している個体はそうでない個体よりも巣を壊される割合が低い。
繁殖形態は卵生。北アメリカに生息する他のフクロウの種よりも繁殖成功率が高い。